# Pixia
Pixia（ピクシア）は、丸岡勇夫が開発を行っているペイントソフトである。
1990年代末から2010年代前半にかけては、無料のお絵かきソフトとしては非常に高度な機能を持ち、初心者ユーザーに大きな人気を誇った。

## 概要
初心者ユーザーに配慮して、機能を最小限にまで絞り、大幅な機能変更を行わないことをコンセプトとしている。したがって、1999年にリリースされたPixia 1.0系のチュートリアルは現在のPixia ver.4.x系でも通用する。
ver.1.0系の開発と並行して、デザインの大幅な変更を行った別バージョンが開発され、実験的に公開されていたが、旧来のPixiaユーザーが付いて来ず、正式リリースには至らなかった。デザインを再度見直し、画面デザインなどが大きく変わったものがPixia ver.5 として2009年に正式リリースされた。
現在は、旧来のPixiaのデザインを引き継いだ ver.4 系統と、デザインの大幅な変更を行った（今後も変更される可能性がある） ver.6 系統が並行して提供されている。従来のインターフェースを望むユーザのために ver.4 系のサポートは続けられているが、開発の中心は ver.6 系へ移行している。
現代のイラストSNSに相当するユーザー交流サイトの「Pixia倶楽部」を自前で展開していたが、2000年代当時の無料のお絵かきソフトとしては最も高度な機能を持っていたことから、2007年に開設されたばかりであるイラストSNSのpixivでもユーザーが多く、pixivにおける開設直後から2010年頃までの使用ツールランキングでは、当時のツートップであるPhotoshopとペイントツールSAIに次ぐ人気を持ち、無料のお絵かきソフトの中では最も人気があった。2009年11月の時点でpixivの使用ツールランキングでPhotoshop（35.5%）、ペイントツールSAI（34.9%）、お絵描き掲示板（4.9%）に次ぐ4位（4.7%）につけていた。

## 特徴

### 無料ながら高度な機能
レイヤー機能、マスクプレーンや透過色プレーン、透明色プレーン（要フィルタ）など、フリーウェアでありながらも高度な機能を持っている。外部プラグインに対応し、データの読み込み・書き込み形式の追加や他ソフトウェアとの連携などの機能拡張が可能。フィルタやプラグインは多くのサイトでボランティアによって作られ、公開されている。Adobe PhotoshopのプラグインをPixiaで使うためのモジュールもユーザーによって製作された。2004年12月よりPSD形式に対応し、Photoshopなど他のソフトと連携することも容易になった。
このような高度な機能を持った無料のグラフィックソフトは、2000年代から2010年代前半においてはPixiaしかなかった。そのため、ワコムを始めとしたタブレットの付属ソフトとしても採用された。素材データなどが追加された有料のOEM版も制作され、パッケージ販売された。有料フィルタとサポート付きのダウンロード販売も行われた。デジタルお絵描き初心者の第一の選択肢として、解説書も多数出版された。
2004年6月にGIF特許が失効する前から開発されてきたソフトであるという経緯から、長らくデフォルトではGIFファイルは取り扱えなかったが、GIF特許失効後にリリースされた ver.4 系からGIFファイルが標準で使用可能となっている。
2009年10月リリースのver.5系でオンラインストレージ（クラウド）に対応、2013年10月リリースのver.6系ではキャンバスの回転が実装されるなど、2010年代に至ってもなお、個人開発の無料ソフトとしてはかなり精力的な開発が行われていた。

### ユーザーコミュニティの隆盛
1998年のPixia 0.0系の開発当初より、ユーザーの声を聞きながら、高い頻度でバージョンアップが行われた。開発者はユーザーとのコミュニケーションを重視しており、1999年より現代のイラストSNSに相当するユーザー交流サイトの「Pixia倶楽部」を用意したことから、ユーザーコミュニティが盛り上がった。
また、複数の言語版を用意し、日本語をはじめとして、英語、フランス語、ドイツ語、スペイン語、ハンガリー語、イタリア語、ポーランド語、中国語（簡体字・繁体字）及び朝鮮語が開発された。そのため海外でも広く使われた（ver.4 以降は日本語および英語版のみリリースされている）。

## 歴史

### ver.1系
1990年代前半にWindows 3.1用に開発されていたフルカラーグラフィックツールART/fw（アートフォー）の後継にあたる。ART/fwは、市販ソフトのようにフィルターなどの高度な機能は持たないものの、軽快に動作し、フルカラー対応で、ブラシの「濃度（透明度）」の概念があり、海外製ソフトと異なりMAGやQ0など国内の画像フォーマットにも対応していることが特徴だった。ART/fwは、オンラインソフトウェア流通サイトのVectorでは、作者の当時の勤務先である「(株)市川ソフトラボラトリー」の名義でリリースされていたが、「丸岡勇夫」の名義で収録された書籍もある。ART/fwは、1994年11月にリリースされたver1.14が最終となった。当時はホビーストにおいてWindows自体がそれほど普及していなかったため、ART/fwもそれほど普及したわけではない。
丸岡は市川ソフトラボラトリーにて、MS-DOS（NEC PC-9801）用フルカラーグラフィックソフトの「まるぱ」（1993年発売、NTC販売）や、Windows用グラフィックソフトの「デイジーアート」（1994年に初代が発売）など、グラフィックソフトウェアの開発を行っていた。「デイジーアート」は1994年に日本ソフトウェア大賞（文部省、通産省後援） を受賞するなど高い評価を受け、各社からOEM版制作の依頼を受け、学校教育にも導入が決まるなど、日本製のグラフィックソフトウェアとして1990年代後半から2000年代にかけての日本で広く普及した。しかし丸岡は、商用ソフトは営業の点で他社のソフトと比較され、「バージョンアップのたびに機能を追加しなければいけない」のが「とても嫌」だと思っていた。初心者のユーザーは「初めて使うソフトで余計な機能が多すぎると使いづらい」と考えていた。そこで「Pixia」は、丸岡が「DaisyArt 2000」として暖めていたものをベースとして、フリーソフトとしてネットで公開することにした。機能を最小限にまで絞ることをコンセプトに、余分な機能を大量に省いた。
1998年11月、Pixiaは株式会社匠（当時の丸岡の在籍した会社）よりver.0.0aがリリースされた。「ユーザー主導型新世代グラフィックツール」をコンセプトに、「Pixia BBS」にてユーザーの声を聞きながら機能の追加などの改良を行った。レイヤ機能、アンドゥ機能、消しゴム機能、フィルタなど、順次追加されていった。丸岡の制作した「デイジーアート97」および「98」、およびインプレスにOEM提供して年賀状ムックなどに添付されていた画像編集ソフトである「HappyPaint」とフィルタの互換性を持つ。それまでの日本で「お絵かき」用として一般的に使われていた「デイジーアート」（32,000円もするフォトレタッチソフトで、「お絵描き用ソフト」ではないが、フルカラーのWindows対応ソフトで、少なくともPhotoshopよりは安く、他に選択肢も大してなかったので使われていた）と同系統のソフトながら、お絵描きに特化し、しかも無料ということと、作者自身がユーザーとの「コミュニケーション」を重視しており、ユーザーコミュニティを盛り上げたので、ユーザーが増えた。
1999年4月、匠よりPIXIAの公式解説書『みんなで描こうコンピュータグラフィックス: PIXIA 1号』が発売された。それに合わせ、1999年3月にPixiaのver1.0を正式公開。「たく美ちゃん」という美少女イメージキャラクターがおり、「美少女が描ける」ことがセールスポイントの一つでもあったことから、同年12月には『みんなで描こう！コンピュータグラフィックス・Pixia2号～美少女編～』が発売された。
リリース直後から好評で、2000年には「オンラインソフトウェア大賞2000」（主催・電子ネットワーク協議会）に入賞。
1999年5月、ユーザー交流サイトの「Pixia倶楽部」開設。絵の投稿を受け付けており、後世のイラストSNSに相当する。
2004年12月リリースのver.3.1rでPSD形式に対応。PSD形式に対応した他のソフトと併用して絵を描くことが容易になった。
2004年よりワコムのペンタブレット「FAVO コミックパック」のバンドルソフトの1つとしても採用された。「コミックパック」の収録ソフトのうち、他社のソフトが体験版やライト版だったのに対し、Pixiaだけはフルセットが使えた。無料ながらイラストソフトとしてのフルセットの機能が使えるのが利点だった。
2004年10月、デジカメ画像編集に特化したOEM版の「PhotoCreator」がオリンパスから発売（パッケージ販売）された。
ver.1系は細かいバージョンアップを重ね、2006年2月の時点でver.3.3eに達し、ここで開発を終了した。

### A/Pixia
Pixiaは、ver1.0が正式リリースされた1999年頃の時点で、当初の設定目標をクリアし、1次仕様としては落ち着いた。以降、バグ修正や細かい機能の変更などは継続して行われるものの、大幅なUIの変更や大幅な機能追加などは行わないのが開発当初からの方針だった。そのため、Pixia 1.0系統の開発と並行して、大幅に機能を変更した次世代のPixiaであるAnotherPixia（A/Pixia、通称「えーぴく」）の開発が開始された。
しかし、旧来のPixiaユーザーが付いて来ず、プロジェクトは失敗に終わった。そのため、A/Pixia向けに開発されたエンジンをPixia ver.4系に移植する形で、A/Pixiaの開発は終了した。
「機能を増やしたところでユーザーは乗り換えない。画面を変えてもユーザーは乗り換えない」というのが丸岡の教訓として残った。

### ver.4系
2005年12月にPIXIA ver.4.0aがリリース。メモリー管理エンジンをA/PIXIAのものに入れ替えるなど、内部的には大きく変わった。しかし、UIは従来のPixiaのものを引き継いでいる。
対応OSがWindowsMe以降になり、Windows98以前では動作しない。
メモリー管理エンジンを入れ替えたことにより、1万x1万ピクセルを超える大画像を生成できるようになったり、アンドゥ機能が強化された。
2009年4月リリースのver.4.5aでは画像処理エンジンも新規に入れ替えられ、安定性が向上した。アンドゥのバグが解消できなかったため、2009年11月リリースのver.4.60bで旧エンジンに戻されたが、バグが解消されたたため、2010年1月リリースのver.4.7aで新エンジンに戻った。
2007年4月、明治図書出版の中学校向けの教材「プリント専科」理科２年に収録された。
2011年8月、OEM版の「イラストメーカー」がパッケージ販売された。開発はマイアルバム（当時の丸岡の勤務先）、販売はアイアールティ。価格は3,790円で、当時のイラストソフトとしては最廉価の部類に属した。2013年5月には最新OSのWindows 8に対応した「イラストメーカー2」が発売された。
ver. 5系の展開後も、ver.4系の開発は続いている。ただし新OSへの対応など保守のみで、機能強化は行わないことを明言している。

### ver.5系（Phierha）
A/Pixiaプロジェクトを継承する形で、2006年に「Phierha（フィーラ）」の開発がスタートした。A/Pixiaのバージョンを継承しているため、Phierhaのバージョンナンバーはver.2.0が最初である。
2009年10月、Phierhaは「Pixia ver.5」として日本語版がリリースされた。なお海外版はそのまま「Phierha」の名称でリリースされている。
2009年10月リリースのver.5.00jでオンラインストレージサービスのマイアルバムに対応（マイアルバムは、当時の丸岡の勤務先）。オンラインストレージ上のイラストを参照してブログに貼り付けるなどが容易になった。
2012年1月リリースのver.5.40gで開発が終了し、開発の主軸はver.6系に移った。ver.6系が不安定だったため、ver.6系の公開後もしばらく並行してダウンロード可能で、保守バージョンアップもされていたが、ver.6系が安定したため、2016年に公開停止した。

### ver.6系
2013年10月、v6.00aが公開された。キャンバスの回転が実装された。本来はver.5.5系として出すはずだったが、内部構造に大きく手を入れたため、ver.6系としてリリースされた。
2015年9月、64bit版のv6.02aが公開。32bit版のフィルタとの互換性が無い。
2017年7月28日、Windowsストアで配信された。

## 利用
- 2006年 日経ソフトウエア2006年1月号（p.74～77）において、作者自らがPixiaを利用した絵画作成の手順をカラー4ページにわたり執筆した。
- 2007年 NHK趣味悠々「中高年のためのパソコン講座」「もっと楽しめるパソコンライフ」2007年2月放映時の教材（テキストp.100～p.115)としてPixiaが利用された。

## 関連書籍
- 「はじめてのPixia―無料で使える高機能ペイントツール (I・O BOOKS)」（土屋 徳子 (著), 第二I O編集部 (編集)、工学社 、2008年8月1日)

- 「やさしいPixia教室 (I・O BOOKS)」（とまさん (著)、工学社; 初版 、2012年1月1日)

- 「はじめてのPixia5―無料で使える高機能ペイントツール (I・O BOOKS)」（土屋 徳子 (著)、工学社 、2012年4月1日)

- 「Pixiaドロー&ペイントマジカルテクニック 」（三日月 沙羅 (著), 妃奈 (著), 漆原 龍紅 (著),秀和システム 、2012年9月27日)

## 参照
1. ↑  『先輩絵師が教える作画テクニック パソコンでイラストを描こう!』アスキー書籍編集部、2009年12月、p.9
2. ↑  【公開15周年記念企画】「Pixia」作者 丸岡勇夫氏インタビュー - 窓の杜
3. ↑   窓の杜
4. ↑  オリンパス　ニュースリリース： 本格派デジタル画像編集・加工ソフト「Photo Creator」新発売 オリンパス
5. ↑  about Pixia Pixia
6. ↑  Pixia ver.5 Pixia
7. ↑  老舗のペイントソフト「Pixia」が“ストア”に登場、無償でダウンロード可能 - 窓の杜